# James Gang
James Gang fue un grupo de rock y hard rock estadounidense; formado en Cleveland, Ohio, en el año 1966. Uno de los miembros de la banda, el guitarrista y vocalista Joe Walsh, se haría mundialmente famoso al incorporarse posteriormente a la banda Eagles. 
La formación original de la banda estaba formada por Jim Fox (tambores), Tom Kriss (bajo), Ronnie Silverman (guitarra), Phil Giallombardo (teclados) y Glen Schwartz (guitarra). Esta agrupación tuvo en su historia, múltiples cambios en su formación; siendo únicamente Walsh (quien ingresó al grupo en 1968 al reemplazar a Schwartz), el miembro más estable.
Al ingresar Walsh al grupo, publican su primer trabajo discográfico, titulado Yer' Album (1969). Entre sus composiciones más conocidas, se encuentran «Funk #49» y «Walk Away». Durante este periodo, James Gang se convierte en soporte de The Who, durante una gira por Inglaterra. Después de la edición de los discos James Gang Rides Again (1970), Thirds (1971) y James Gang live in Concert (1971); Walsh dejó la banda para, después de una breve carrera en solitario, ingresar en los Eagles.
Después de varios discos y algunas presentaciones en vivo con la inclusión y posterior muerte del guitarrista Tommy Bolin; James Gang se separó oficialmente en 1976. Hubo varios reencuentros con sus exmiembros entre los años 1996 a 1998 y 2001; luego de 2005 a 2006 (en este último año, la banda realizó una extensa gira por los Estados Unidos y se presentaron en el programa de radio de Howard Stern). En 2012, tuvieron un último encuentro, siendo el definitivo.
El 3 de septiembre de 2022 se volvieron a reunir en el concierto homenaje a Taylor Hawkins, donde tocaron «Walk Away», «The Bomber» y «Funk #49».

## Discografía

### Álbumes de estudio
- Yer' Album (1969)
- James Gang Rides Again (1970)- RIAA: Oro[5]
- Thirds (1971)- RIAA: Oro[5]
- Straight Shooter (1972)
- Passin' Thru (1972)
- Bang (1973)
- Miami (1974)
- Newborn (1975)
- Jesse Come Home (1976)[2]

### Álbumes en vivo
- James Gang Live in Concert (1971)

### Compilados
- The Best Of Featuring Joe Walsh (1973)
- 15 Greatest Hits (1973)
- Funk #49 (1997)

### Sencillos
| Año  | Título                    | Posición | Álbum                  |
| Año  | Título                    | US       | Álbum                  |
| ---- | ------------------------- | -------- | ---------------------- |
| 1969 | "I Don't Have the Time"   | —        | Yer' Album             |
| 1969 | "Funk #48"                | 126      | Yer' Album             |
| 1970 | "Funk #49"                | 59       | James Gang Rides Again |
| 1971 | "Walk Away"               | 51       | Thirds                 |
| 1971 | "Midnight Man"            | 80       | Thirds                 |
| 1972 | "Looking for My Lady"     | 108      | Straight Shooter       |
| 1972 | "Had Enough"              | 111      | Passin' Thru           |
| 1973 | "Must Be Love"            | 54       | Bang                   |
| 1973 | "Got No Time For Trouble" | —        | Bang                   |
| 1974 | "Standing in the Rain"    | 101      | Bang                   |